# Szent Szív Társaság
A Jézus Szent Szíve dicsőségéért a nevelés apostoli szolgálatát végző pápai jogú kongregációt Barat Szent Magdolna-Zsófia alapította 1800. november 21-én, Párizsban. Rendi rövidítés: RSCJ (Religieuses du Sacré Cœur de Jésus).

## Története
A kor igényeire bentlakásos iskolák alapításával válaszoltak az első nővérek. Az oktatás magas színvonalának és a szeretettel teli lelkiségnek köszönhetően nagyon gyorsan elterjedt a rend Franciaországban és Európa más országaiban. Philippine Duchesne 1818-ban kezdte meg missziós tevékenységét Észak-Amerikában, és lett az Észak- és Dél-Amerikában létesülő Sacré Cœur-szerzetesházak alapítója. 1988-ban szent II. János Pál pápa emelte a szentek sorába. Ma öt kontinensen, 43 országban 1400 Sacré Cœur nővér él és tevékenykedik, az anyaház Rómában van. 
Több mint 150 iskola alapítása fűződik a nővérek munkásságához,  óvodától   tanárképző főiskolákig bezárólag. Az intézmények ma is szeretettel őrzik Sacra Coeur hagyományaikat, hálózatot alkotnak, és ahol lehetőség van rá, Sacre Coeur nővérek felelősek a lelki életért.  Ma a nővérek már nem csak az intézeteikben oktatnak, hanem bekapcsolódnak az iskolán kívüli nevelésbe is: lelkigyakorlatokat tartanak, ifjúsági közösségeket vezetnek és a világ elmaradott vidékein szocioedukatív projekteket valósítanak meg.
Magyarországon 1883-ban történt az első iskola, a Philippineum, majd 1917-ben a második, a Sophianum alapítása. Működésüknek a szerzetesrendek feloszlatása vetett véget. 1989-ben néhány nővér Ausztriából tért vissza Magyarországra, hogy újra elindítsa a társaság életét. Jelenleg Mánfán egy, és Budapesten két rendházuk van . A nemzetközi noviciátus jelenleg Chicagoban (USA) működik. A társaság hivatalos nyelve az angol, a spanyol és a francia.

## Tevékenysége

### A közösség karizmája, küldetése
A közösség mottója: „Cor Unum et Anima Una in Corde Jesu” – „Egy szív, egy lélek Jézus Szívében”. Hitvallásuk szerint a közösség eredete Jézus sebzett Szíve, mely szeretetből mindent odaadott. Az egyház küldi őket, hogy továbbadják Jézus Szívének szeretetét. Őbenne van a személyiség növekedésének forrása és az emberek közötti kiengesztelődés útja. Az egyház küldetésében a nevelés szolgálatával vesznek részt, amit három formában tesznek: iskolai nevelés által, a szegények felé való elköteleződéssel és lelkiségi-pasztorális szolgálattal.

### Magyarországi tevékenység
Budapesti központjukat Forrás Lelkiségi Központnak nevezik, ahol spirituális programok széles skáláját kínálják: táncmeditáció, egyénileg vezetett Loyolai Szent Ignác-i lelkigyakorlat, szemlélődés a városban, kommunikáció, elsőpénteki szentségimádás, bibliai tábor gyermekeknek stb.
A Szentjánosbogár mozgalomban és az Inigo-csoportban fiatalokkal foglalkoznak, különböző iskolákban tanárként dolgoznak, de a hátrányos helyzetű tanulókat is segítik a Józsefvárosban, illetve jelen vannak a hajléktalanokat segítő szociális munkában is.

### Jövő, kihívások, tervek
Gondolkodásuk szerint jövőjüket az biztosítja, ha olyan fiatalok érkeznek hozzájuk, akik arra vágynak, hogy radikálisan kövessék Jézust. Ennek érdekében rendi prioritásuk a hivatásgondozás. A hivatásbarát kultúra jegyében jött létre „GPS-műhelyük”, valamint az istenképekkel foglalkozó workshop is. Kínálnak kurzust és lelkigyakorlatot olyan nők számára, akik már a szerzetesi életen gondolkodnak.